# ノーマン・メイラー
ノーマン・キングズレー・メイラー（Norman Kingsley Mailer、1923年1月31日 - 2007年11月10日）は、アメリカ合衆国の作家。ノンフィクション小説の革新者。非常に辛口で有名であった。

## 生涯
ノーマン・メイラーはユダヤ系の両親の間にニュージャージー州ロング・ブランチで生まれた。彼はブルックリンで育ち、1939年にハーバード大学に入学した。大学で彼は小説に興味を持ち、18歳の時最初の作品を公表した。
メイラーは1944年に陸軍第112騎兵連隊に入隊し、レイテ島の戦いとルソン島の戦いに従軍した。1945年の終戦と同時に進駐軍の一員として千葉県の館山に上陸、その後銚子に移った。1946年には福島県の小名浜（現在のいわき市）に移り、その後5月に帰国するまで銚子に滞在した。1948年、パリのソルボンヌ大学に入る前に、ベストセラーとなる『裸者と死者』を書いた。それは彼自身の戦中の経験に基づいたものであり、第二次大戦を描いた最良のアメリカ小説のうちの1つとされる。 同作品には銚子の様子の描写があり、彼は後に日本語版の翻訳者に「日本は私が見た国のうちでもっとも美しい国でした」との印象を述べている。1969年、『夜の軍隊』で全米図書賞を受賞。
ノーマン・メイラーは6回結婚しており、9人の子供がいる。 2007年11月10日、急性腎不全のためニューヨークのマウントサイナイ病院にて死亡。84歳。

## 主な作品
- 『裸者と死者』 - The Naked and the Dead (1948)
- 『なぜぼくらはヴェトナムへ行くのか?』 - Why Are We in Vietnam? (1967)
- 『夜の軍隊』 - Armies of the Night (1968)
- 『マイアミとシカゴの包囲』 - Miami and the Siege of Chicago (1968)
- 『月にともる火』 - Of a Fire on the Moon (1970)
- 『性の囚人』 - The Prisoner of Sex (1971)
- 『死刑執行人の歌 : 殺人者ゲイリー・ギルモアの物語』 - The Executioner's Song (1979)
- 『ハロッツ・ゴースト』- Harlot's Ghost (1991)

### 日本語訳
- 山西英一訳『裸者と死者』改造社、1949　のち新潮文庫
- 山西訳『バーバリの岸辺』新潮社　1952
- 山西訳『鹿の園』現代世界文学全集 新潮社、1955　のち新潮文庫
- 山西訳『ぼく自身のための広告』新潮社 1962
- 山西訳『一分間に一万語』河出書房新社 1964
- 山西訳『大統領のための白書』新潮社 1966
- 山西訳『アメリカの夢』（世界文学全集III 第20巻）集英社、1966
- 山西訳『彼女の時の時 ノーマン・メイラー短編集』新潮社 1968
- 山西訳『ノーマン・メイラー全集』全8巻　新潮社、1969
  - 第1・2巻「裸者と死者」
  - 第3巻「バーバリの岸辺」
  - 第4巻「鹿の園」
  - 第5巻「ぼく自身のための広告」
  - 第6巻「大統領のための白書」
  - 第7巻「アメリカの夢」
  - 第8巻「人食い人とクリスチァン」
- 山西英一訳「ノーマン・メイラー選集」早川書房
  - 『夜の軍隊』1970
  - 『性の囚人』1971
  - 『月にともる火』1972、新版1995
  - 『マイアミとシカゴの包囲』1977
- 邦高忠二訳『なぜぼくらはヴェトナムへ行くのか？』「選集」早川書房、1970、新版1995
- 中井勲訳『マリリン その実像と死』継書房 1973
  - 改訂版『マリリン―性と愛の神話』講談社、1981。写真多数
- 生島治郎訳『ザ・ファイト』集英社、1976
- 野島秀勝訳『黒ミサ』集英社 1977
- 野島訳『天才と肉欲―ヘンリー・ミラーの世界を旅して』TBSブリタニカ、1980
- 飛田茂雄訳『聖ジョージとゴッドファーザー』早川書房　1980
- 吉田誠一訳 『タフ・ガイは踊らない』早川書房、1985
- 岡枝慎二訳 『死刑執行人の歌―殺人者ゲイリー・ギルモアの物語』同文書院、1997
- 斉藤健一訳『奇跡』角川春樹事務所、1998
  - 改題『聖書物語』ハルキ文庫、1999 - 原題 The Gospel According to the Son (1997)
- 田代泰子訳『なぜわれわれは戦争をしているのか』岩波書店、2003

## フィルモグラフィ
- 裸者と死者 The Naked and the Dead (1958) 原作
- 殺しの逢びき An American Dream (1966) 原作
- 伝説のマリリン・モンロー Marilyn: The Untold Story (1980) テレビ映画、原作
- 死刑執行人 The Executioner's Song (1982) テレビ映画、原作/脚本
- ゴダールのリア王 King Lear (1987) 脚本・出演
- タフガイは踊らない Tough Guys Don't Dance (1987) 監督・製作・原作・脚本、第8回ゴールデンラズベリー賞最低監督賞受賞
- マリリン・モンロー: ライフ・アフター・デス Marilyn Monroe: Life After Death (1994) 出演
- モハメド・アリ かけがえのない日々 When We Were Kings (1996) 出演
- ビートニク The Source (1999) 出演
- O.J.シンプソン裁判 American Tragedy (2000) テレビ映画、脚本
- 史上最大のスパイ事件 Master Spy: The Robert Hanssen Story (2002) テレビ映画、製作総指揮・脚本
- インサイド・ディープ・スロート Inside Deep Throat (2005) 出演

## ノーマン・メイラーを題材とした作品
- ロバート・F・ルーシッド編 『ノーマン・メイラー』 冬樹社、1976年